# Collection Bate d'instruments de musique
Pour les articles homonymes, voir Bate.
La collection Bate d'instruments de musique est une collection d'instruments de musique historiques, principalement consacrée à la musique classique occidentale, à partir du Moyen Âge. Elle est logée dans la faculté de musique de l'université d'Oxford proche de Christ Church sur St Aldate's, Oxford (en).
La collection est ouverte au public et est disponible pour des études universitaires sur rendez-vous. Le conservateur actuel (novembre 2017) est Andy Lamb, un ancien sous-officier qui a servi dans la Royal Artillery et a été trompettiste dans la fanfare des Juniors Leaders pendant sa formation de Boy Soldier. La galerie organise fréquemment des événements et des expositions spéciales. Plus de deux mille d'instruments de facteurs de renom anglais, français et allemands sont exposés, illustrant l'évolution musicale et mécanique des instruments à vent et de percussion de la Renaissance à nos jours.

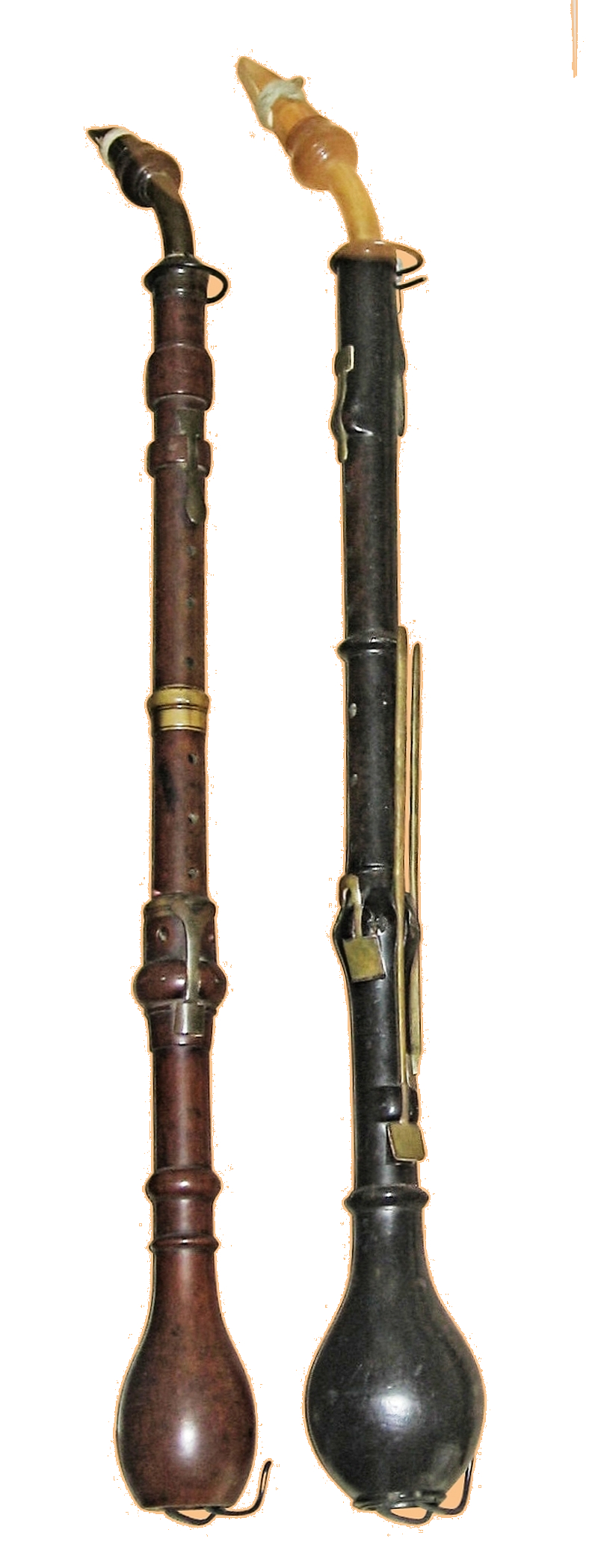
Deux clarinettes d'amour dans la collection Bate.

La collection porte le nom de Philip Bate qui a donné sa collection d'instruments de musique à l'université d'Oxford en 1968, à condition qu'elle soit utilisée pour l'enseignement et qu'un conservateur spécialisé en prenne soin et donne des conférences. La collection abrite également les archives de ses documents papier. Philip Bate était l'un des fondateurs du Galpin Society.
La collection Bate abrite également la collection commémorative Reginald Morley-Pegge de cors et d'autres cuivres ainsi que d'instruments à vent de la famille des bois ; la collection Anthony Baines ; la collection Edgar Hunt de flûtes à bec et d'autres instruments ; la collection Jean Henry ; les prêts de clavier de T. W. Taphouse, ; la collection Roger Warner de claviers ; la collection Michael Thomas de claviers ; un certain nombre d'instruments de la collection Jeremy Montagu ; un atelier complet de l'archetier anglais William C. Retford (en), ainsi qu'une petite collection d'archets constituée en sa mémoire ; la collection Wally Horwood de livres et d'enregistrements ; et d'autres instruments acquis par achat et don.

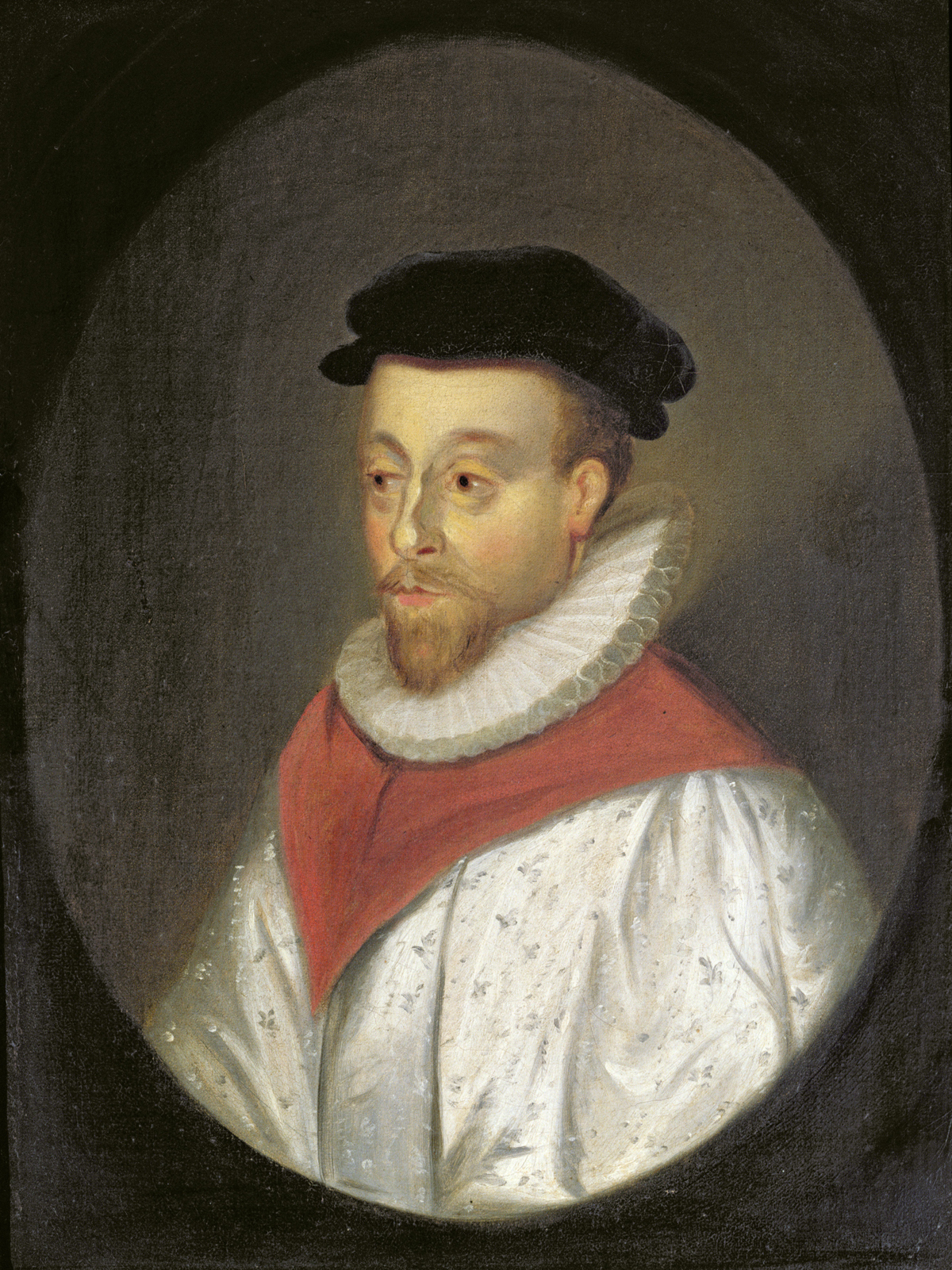
Cette peinture à l'huile d'Orlando Gibbons (1583-1625) est présentée dans les collections.

## Enregistrements
Des enregistrements ont été réalisés avec les instruments de la collection Bate:
- Voices from the Past, Vol. 1: Instruments of The Bate Collection, Anneke Scott (cor), Oxford (The Gift of Music, 2013)
- Voices From The Past, Vol. 2: Instruments of The Bate Collection, Simon Desbruslais (trompette), (The Gift of Music, 2015)[12].